# 266. pehotni polk (Italija)
266. pehotni polk Lecce je bil pehotni polk Kraljeve italijanske kopenske vojske.

## Zgodovina
Med prvo svetovno vojno je polk deloval na soški fronti.